# مورت ميلز
مورت ميلز (بالإنجليزية: Mort Mills)‏ هو ممثل أمريكي، ولد في 11 يناير 1919 بنيويورك في الولايات المتحدة، وتوفي في 6 يونيو 1993 بفينتورا في الولايات المتحدة.

## وصلات خارجية
- مورت ميلز على موقع IMDb (الإنجليزية)
- مورت ميلز على موقع تيرنر كلاسيك موفيز (الإنجليزية)
- مورت ميلز على موقع أول موفي (الإنجليزية)
- مورت ميلز على موقع قاعدة بيانات الفيلم (الإنجليزية)